# Imperio de China (1915-1916)
El Imperio de China (chino tradicional: 中華帝國; chino y simplificado: 中华帝国; pinyin: Zhōnghuá Dìguó) fue un Estado efímero gestado por el estadista y general Yuan Shikai desde finales de 1915 hasta comienzos de 1916, con el fin de restaurar la monarquía en China. Sin embargo, el intento de instauración fue un fracaso, pero puso en pausa al régimen republicano que había causado una fractura en China y generado una división feudal en el poder.

## Formación
Cuando Yuan Shikai se instaló como segundo Presidente de la República de China, comenzó a consolidar su poder y retirar de los cargos gubernamentales a líderes de la oposición. Para asegurar su poder colaboró con varias potencias europeas y con el Imperio de Japón. En agosto de 1915, dio instrucciones a Yang Du y otros para que apoyaran un regreso a la monarquía. En el intento de restauración monárquica se mezclaban el convencimiento de Yuan de que el sistema monárquico reforzaría al país frente a las potencias extranjeras ante las que había sufrido una serie de reveses durante su presidencia y su ambición personal. La campaña de entronización pareció recibir en apoyo formal de la población, pero la oposición a la restauración era amplia e intensa. Los adversarios de Yuan, a pesar de sus divisiones internas, se opusieron inmediatamente a su proclamación como nuevo emperador, que ya habían temido anteriormente. Incluso políticos que habían colaborado con Yuan contra el Guomindang y habían facilitado su implantación de la dictadura se opusieron con firmeza a sus pretensiones imperiales. La mayoría de sus antiguos colaboradores se opusieron a la restauración. Para parte de los opositores, su antigua lealtad a la dinastía manchú les obligaba a rechazar las pretensiones de Yuan, para otros la institución imperial era anticuada, reaccionaria e inconveniente para el país. Algunos de los defensores de la dictadura de Yuan, desilusionados con sus resultados y opuestos firmemente a la vuelta de la monarquía, comenzaron a abogar por cambios que habían rechazado anteriormente.
El 11 de diciembre de 1915, la asamblea que estaba controlada por Yuan lo eligió unánimemente como emperador. Yuan declinó inicialmente, pero ante la insistencia de la Asamblea Nacional, inmediatamente aceptó el mismo día. El 12 de diciembre, Yuan, con el apoyo de su hijo Yuan Keding, declaró el Imperio de China, convirtiéndose en el Gran Emperador de China , tomando el nombre de era Hongxian. Sin embargo, Yuan no pudo realizar de manera formal los ritos de ascensión al trono, ya que su vestido ceremonial fue saboteado por su concubina coreana. Poco después, Yuan estableció un sistema de pares para sus amigos y parientes cercanos, al igual que para personas que él consideraba que debían tener ese título, generalmente para lograr su apoyo a la restauración.
La familia Aisin Gioro, que en ese entonces vivían en la Ciudad Prohibida, considerada como monarcas extranjeros más que chinos, "aprobó" la ascensión de Yuan, e incluso se propuso un "matrimonio real" entre la hija de Yuan con Puyi.

## Oposición a la restauración

China durante la Guerra de Protección Nacional.

Parte de la oposición a la restauración monárquica surgió de antiguos defensores de la dictadura de Yuan que, una vez le hubieron abandonado, comenzaron a abogar por cambios políticos como el gobierno constitucional, el federalismo o el gobierno representativo que recordaban a la primera fase liberal del periodo republicano. La oposición armada a la restauración tuvo diversos frentes que nunca llegaron a unificarse. La oposición en el exilio realizó diversos ataques en las zonas costeras y organizó el asesinato del representante militar de Yuan en Shanghái en noviembre de 1915. En diciembre tomaron un buque de la armada en la misma ciudad para tratar, finalmente en vano, de ganarse el apoyo de la Armada. El principal alzamiento contra Yuan, sin embargo, tuvo lugar en Yunnan, donde no existían tropas de Beiyang.
Al comenzar 1916 Yuan no tenía sólo la oposición de los revolucionarios, sino también la de sus comandantes militares, que creían que la asunción de Yuan de la monarquía no sería posible sin el respaldo de los militares.
Tras su asunción, comenzó una rebelión en las provincias; empezó en Yunnan, donde se rebelaron el gobernador Cai E y el general Tang Jiyao, y en Jiangxi, donde hizo lo propio el gobernador Li Liejun. Los revolucionarios formaron el Ejército de Protección Nacional y estalló la guerra de Protección Nacional. Durante la contienda, varias provincias declararon su independencia del Imperio. Los generales de Beiyang subordinados a Yuan, cuyos soldados no recibían paga del Gobierno imperial, no actuaron de manera efectiva contra el Ejército de Protección Nacional y el Ejército de Beiyang sufrió numerosas derrotas a pesar de que tenía una ventaja táctica y de equipamiento sobre los revolucionarios.
Por la impopularidad y debilidad de Yuan, las potencias extranjeras decidieron retirarle su apoyo y se mantuvieron neutrales en la guerra. Japón, que al comienzo había tolerado las maniobras monárquicas de Yuan, comenzó a oponerse a ellas cada vez más abiertamente ante la impopularidad de la monarquía entre la elite china y el estallido de la rebelión en Yunnan. El Imperio de Japón primero amenazó con invadir China y derrocar a Yuan, y reconocer a ambos bandos en conflicto, permitiendo a los ciudadanos japoneses ayudar a los republicanos. Frente a tal oposición universal, Yuan aplazaba constantemente los ritos de coronación con el fin de aplacar a sus enemigos. A partir de marzo de 1916, Japón comenzó a abogar por la eliminación de Yuan del poder y a financiar generosamente a la oposición.

## Desintegración
Finalmente Yuan abandonó la monarquía con Liang Shiyi el 17 de marzo y abandonó el cargo el 22 de marzo. El año Hongxian fue abolido el 23 de marzo y se restauró la república. Yuan reinó sólo 83 días. El fin de la restauración no acabó, sin embargo, con la oposición a Yuan ya que la lucha contra la monarquía ocultaba en parte simplemente rechazo al poder de Yuan Shikai. En abril y mayo, más provincias declararon su independencia de Pekín. En junio ya solo se trataba de cuestión de tiempo que Yuan abandonase el poder, pero falleció a comienzos de mes.
Cuando Yuan falleció el 6 de junio, el vicepresidente Li Yuanhong asumió la presidencia y nombró al general de Beiyang Duan Qirui primer ministro, restaurándose la Asamblea Nacional y la Constitución provisional. Sin embargo, la autoridad central del Gobierno de Beiyang quedó sumamente debilitada y la disolución del imperio sumió a China en la época de los caudillos militares.